# Sireuil
|  | Per a altres significats, vegeu «Les Eyzies-de-Tayac-Sireuil». |

Sireuil és un municipi francès al departament del Charente i a la regió de la Nova Aquitània. L'any 2007 tenia 1.178 habitants.

## Demografia

### Població
El 2007 la població de fet de Sireuil era de 1.178 persones. Hi havia 482 famílies de les quals 120 eren unipersonals (68 homes vivint sols i 52 dones vivint soles), 159 parelles sense fills, 179 parelles amb fills i 24 famílies monoparentals amb fills.
La població ha evolucionat segons el següent gràfic:

### Habitatges
El 2007 hi havia 528 habitatges, 491 eren l'habitatge principal de la família, 10 eren segones residències i 27 estaven desocupats. 509 eren cases i 18 eren apartaments. Dels 491 habitatges principals, 393 estaven ocupats pels seus propietaris, 82 estaven llogats i ocupats pels llogaters i 16 estaven cedits a títol gratuït; 3 tenien una cambra, 22 en tenien dues, 63 en tenien tres, 154 en tenien quatre i 249 en tenien cinc o més. 345 habitatges disposaven pel capbaix d'una plaça de pàrquing. A 182 habitatges hi havia un automòbil i a 271 n'hi havia dos o més.

### Piràmide de població
La piràmide de població per edats i sexe el 2009 era:
| Homes | Edats   | Dones |
| ----- | ------- | ----- |
| 0     | 95 o +  | 0     |
| 4     | 90 a 94 | 4     |
| 4     | 85 a 89 | 8     |
| 8     | 80 a 84 | 12    |
| 8     | 75 a 79 | 16    |
| 24    | 70 a 74 | 16    |
| 20    | 65 a 69 | 24    |
| 40    | 60 a 64 | 32    |
| 8     | 55 a 59 | 16    |
| 52    | 50 a 54 | 28    |
| 48    | 45 a 49 | 40    |
| 76    | 40 a 44 | 64    |
| 28    | 35 a 39 | 76    |
| 48    | 30 a 34 | 36    |
| 20    | 25 a 29 | 16    |
| 28    | 20 a 24 | 8     |
| 56    | 15 a 19 | 52    |
| 76    | 10 a 14 | 40    |
| 36    | 5 a 9   | 32    |
| 24    | 0 a 4   | 20    |

## Economia
El 2007 la població en edat de treballar era de 825 persones, 649 eren actives i 176 eren inactives. De les 649 persones actives 599 estaven ocupades (336 homes i 263 dones) i 50 estaven aturades (29 homes i 21 dones). De les 176 persones inactives 65 estaven jubilades, 54 estaven estudiant i 57 estaven classificades com a «altres inactius».

### Ingressos
El 2009 a Sireuil hi havia 480 unitats fiscals que integraven 1.177 persones, la mediana anual d'ingressos fiscals per persona era de 18.311 €.

### Activitats econòmiques
Dels 46 establiments que hi havia el 2007, 3 eren d'empreses extractives, 3 d'empreses alimentàries, 1 d'una empresa de fabricació de material elèctric, 4 d'empreses de fabricació d'altres productes industrials, 9 d'empreses de construcció, 8 d'empreses de comerç i reparació d'automòbils, 5 d'empreses de transport, 1 d'una empresa d'hostatgeria i restauració, 2 d'empreses financeres, 2 d'empreses immobiliàries, 4 d'empreses de serveis, 2 d'entitats de l'administració pública i 2 d'empreses classificades com a «altres activitats de serveis».
Dels 11 establiments de servei als particulars que hi havia el 2009, 1 era una oficina de correu, 1 taller de reparació d'automòbils i de material agrícola, 3 paletes, 1 guixaire pintor, 1 fusteria, 2 lampisteries, 1 electricista i 1 perruqueria.
Dels 2 establiments comercials que hi havia el 2009, 1 era una botiga de menys de 120 m² i 1 una fleca.
L'any 2000 a Sireuil hi havia 11 explotacions agrícoles que ocupaven un total de 552 hectàrees.

## Equipaments sanitaris i escolars
L'únic equipament sanitari que hi havia el 2009 era una ambulància. El 2009 hi havia 1 escola maternal i 1 escola elemental.

## Poblacions properes
El següent diagrama mostra les poblacions més properes.